# Corina Dijkstra
Corina Dijkstra (november 1995) is een marathonschaatser uit Nederland.
Ze komt uit Nijeholtwolde en rijdt voor het marathonteam Schaatsmeiden.nl, en rijdt met beennummer 81.
In oktober 2021 reed Dijkstra op de NK afstanden 2022 mee op het onderdeel massastart.

## Records

### Persoonlijke records[3]
| Afstand    | Tijd    | Datum            | Baan       |
| ---------- | ------- | ---------------- | ---------- |
| 500 meter  | 43,62   | 20 november 2016 | Heerenveen |
| 1000 meter | 1.26,69 | 27 oktober 2014  | Heerenveen |
| 1500 meter | 2.12,55 | 20 november 2016 | Heerenveen |
| 3000 meter | 4.51,51 | 1 oktober 2016   | Inzell     |